# Frente Nuevo
El Frente Nuevo para la Democracia y Desarrollo fue un partido político federado de Surinam, creado en 1973, que integró los partidos Partido Nacional de Surinam, Nuevo Frente Plus, Partido de la Reforma Progresista y otros minoritarios. El NF tenía dos sedes, una en Países Bajos, y otra en Surinam.
Tuvo su origen en 1973 cuando se debatió la primera ley de independencia del país, dando el grado de país autónomo y en 1975 se declaró la independencia del país. Sus líderes eran Johan Ferrier y Henck Arron.  En 1977 se realizaron elecciones libres y ganó el cargo de primer ministro Henck Arron, pero en 1980 fue derrocado por Desi Bouterse.
El Frente Nuevo se disolvió en 2015 para dar paso a la coalición V7.

## Elecciones de 1991
En las elecciones de 1991 el Frente Nuevo lanzó a Ronald Venetiaan como su candidato. Gana con gran mayoría en la asamblea y se convierte en el Partido Oficialista en Surinam.

## Elecciones de 1996
En las elecciones de 1996 el Frente Nuevo lanzó a Venetiaan otra vez como su candidato, contra el Frente por la Democracia y el Desarrollo, quien postuló como su candidato a Jules Albert Wijdenbosch.
Los resultados fueron Jules Wijdenbosch con 438 votos y Venetiaan con 407 votos en la asamblea, ganando así Venetiaan, con una abstención de 22 votos para un total de 846 votos en total.

## Elecciones de 2000
En las elecciones de 2000 el Frente Nuevo volvió a participar, como candidato Venetiaan, contra el del Frente por la Democracia y el Desarrollo Henck Doenkhie. Dieron como ganador a Venetiaan con 37 votos, Doenkhie con 10 votos y 4 votos inválidos para un total de 51 votos.

## Elecciones 2005
En las elecciones de 2005 ningún candidato logró alcanzar los 2 tercios necesarios paea ser elegido presidente así que se constituyó una asamblea con los diputados de cada estado. Venetiaan, apoyado por el Frente Nuevo, obtuvo 560 votos, Rabin Parmessar 315 y 12 votos nulos, en total fueron 891 votos, ganando así Venetiaan, para el periodo 2005-2010, siendo el primer presidente reelegido pot votación popular.

## Elecciones de 2010
En las elecciones celebradas en Surinam para el 25 de mayo de 2010 el candidato del Partido Nacional Democrático Desi Bouterse se encuentra según las encuestas como el virtual ganador en esas elecciones, mientras que el candidato oficialista Winston Jessurun del partido coalición Frente Nuevo se encuentra en el segundo lugar con un 25% o 30% según las encuestas. En una rueda de prensa emitida el día 21 de mayo de 2010 Jessurun pedía a los votantes que no votaran por Bouterse pues era una vuelta al pasado.
La noche del 25 de mayo de 2010 el consejo electoral dio los resultados que dieron a Desi Bouterse la victoria con 23 escaños contra Wiston Jessurun con 13 escaños, mientras que Renny Brunswij obtuvo 7 escaños en la asamblea.
- Datos: Q2239194